# Belleau (Aisne)
Belleau ist eine französische Gemeinde  mit 133 Einwohnern (Stand: 1. Januar 2022) im Département Aisne in der Region Hauts-de-France. Sie gehört zum Arrondissement Château-Thierry, zum Kanton Château-Thierry und zum Gemeindeverband Région de Château-Thierry. Die Einwohner werden Belleausiens genannt.

## Geografie
Die Gemeinde Belleau liegt in einem Seitental des Clignon, zehn Kilometer nordwestlich von Château-Thierry. Umgeben wird Belleau von den Nachbargemeinden Monthiers im Norden, Épaux-Bézu im Nordosten, Étrépilly im Osten, Bouresches im Südosten und Süden, Lucy-le-Bocage im Süden und Südwesten, Torcy-en-Valois im Westen sowie Licy-Clignon im Nordwesten. 

## Geschichte
Der Bois de Belleau, ein unweit des Dorfes gelegenes Waldstück, wurde im Ersten Weltkrieg zum Schauplatz der Schlacht im Wald von Belleau zwischen deutschen und US-amerikanischen Truppen im Juni 1918. Das Schloss Belleau wurde dabei zerstört.

### Bevölkerungsentwicklung
| Jahr                       | 1962 | 1968 | 1975 | 1982 | 1990 | 1999 | 2006 | 2014 | 2021 |
| Einwohner                  | 126  | 117  | 109  | 119  | 134  | 135  | 132  | 139  | 134  |
| Quellen: Cassini und INSEE |      |      |      |      |      |      |      |      |      |

## Sehenswürdigkeiten
- Kirche Saint-Étienne
- amerikanischer Militärfriedhof
- deutscher Militärfriedhof
- Museum des Ersten Weltkriegs
- Lavoir (ehemaliges öffentliches Waschhaus)
- Wasserturm

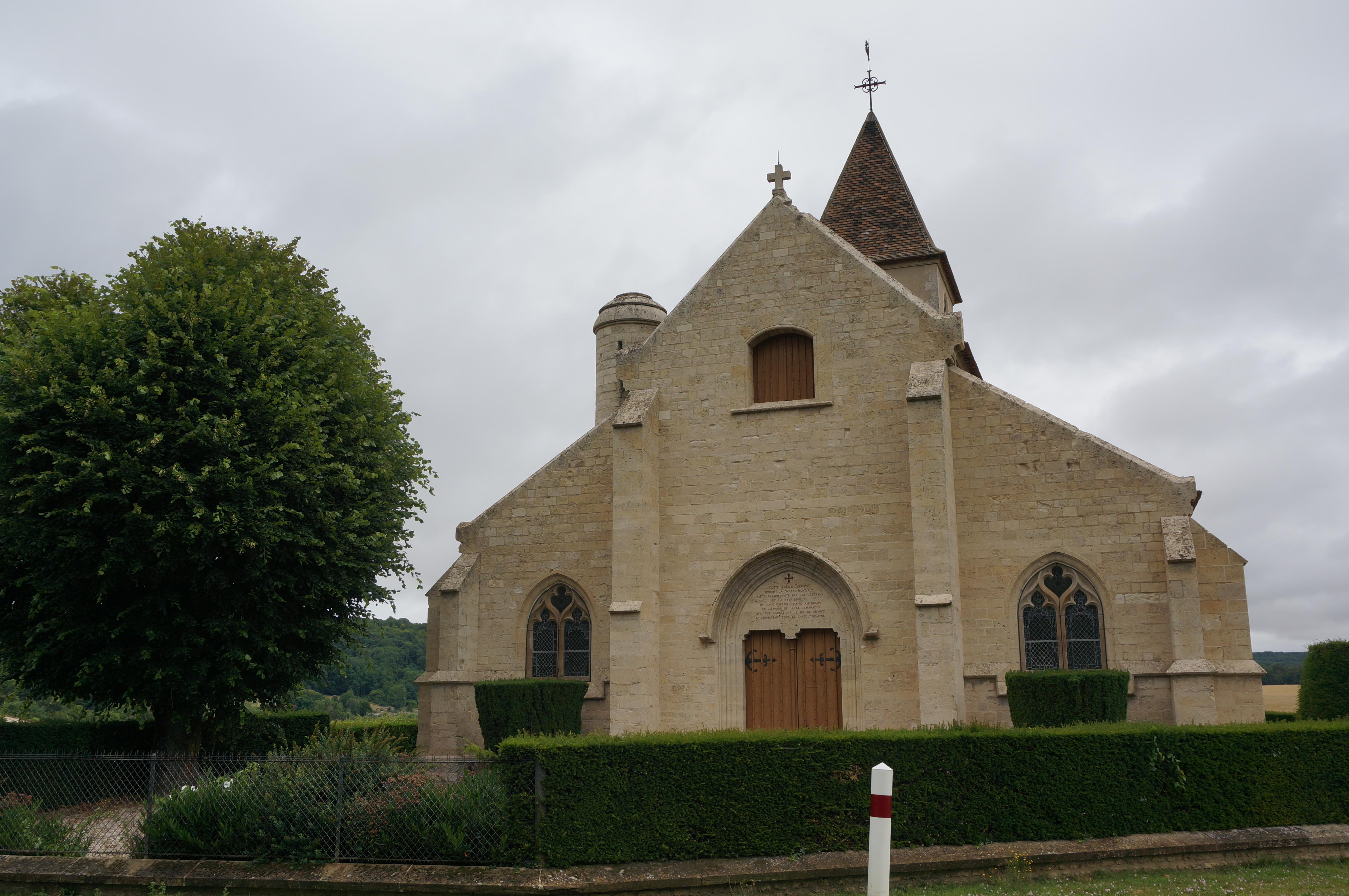
Kirche Saint-Étienne
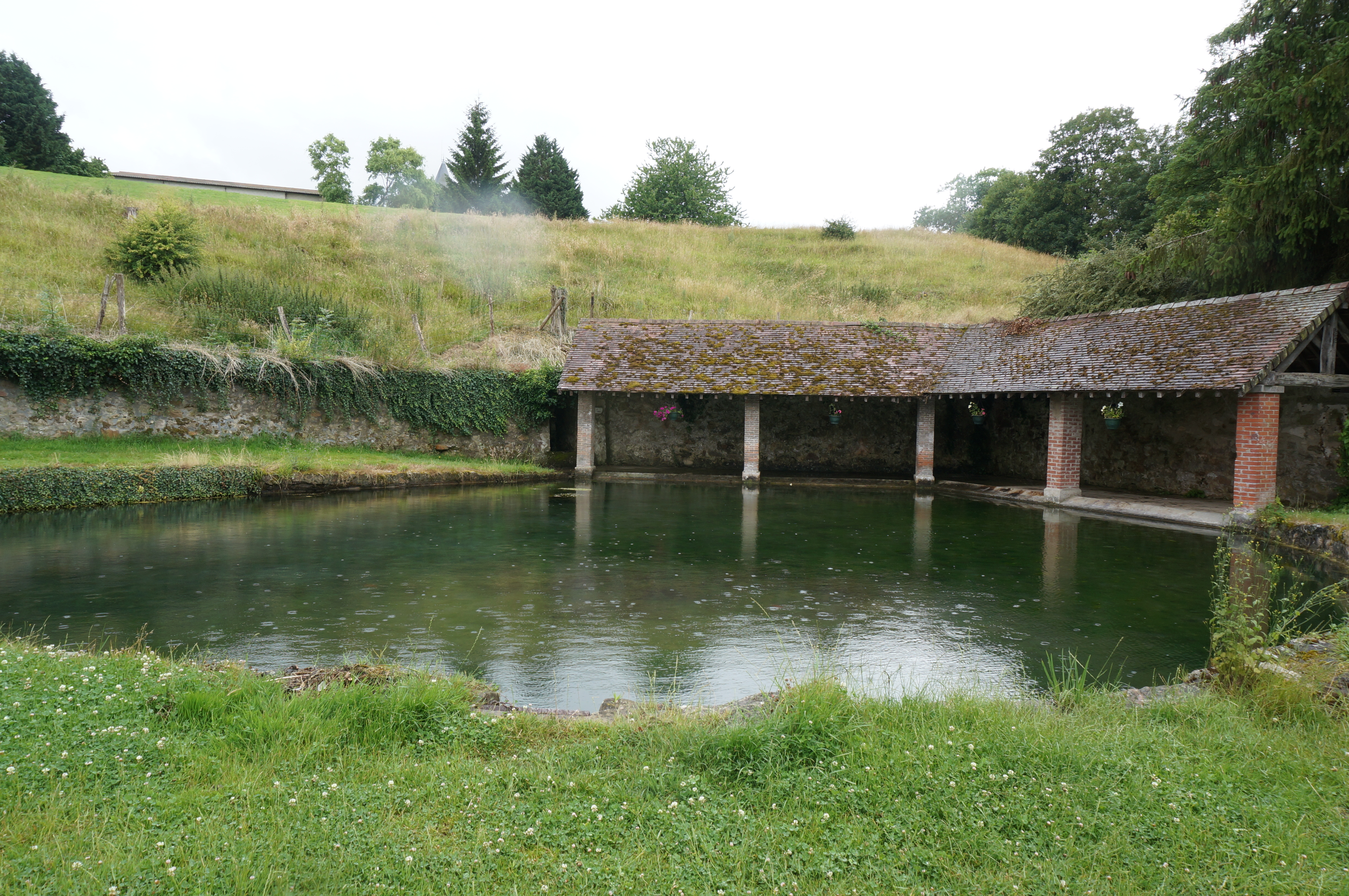
Waschhaus
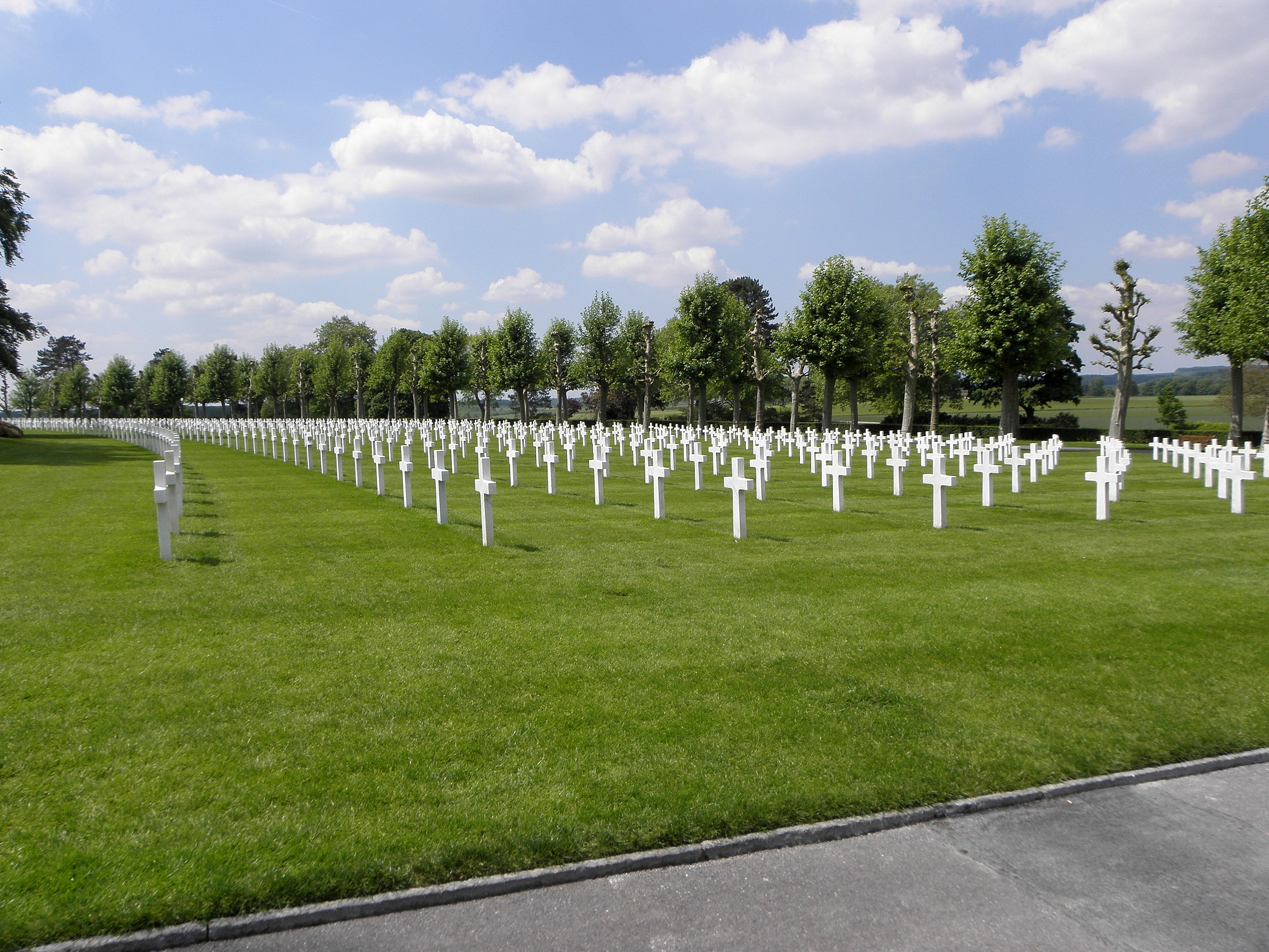
Amerikanischer Militärfriedhof
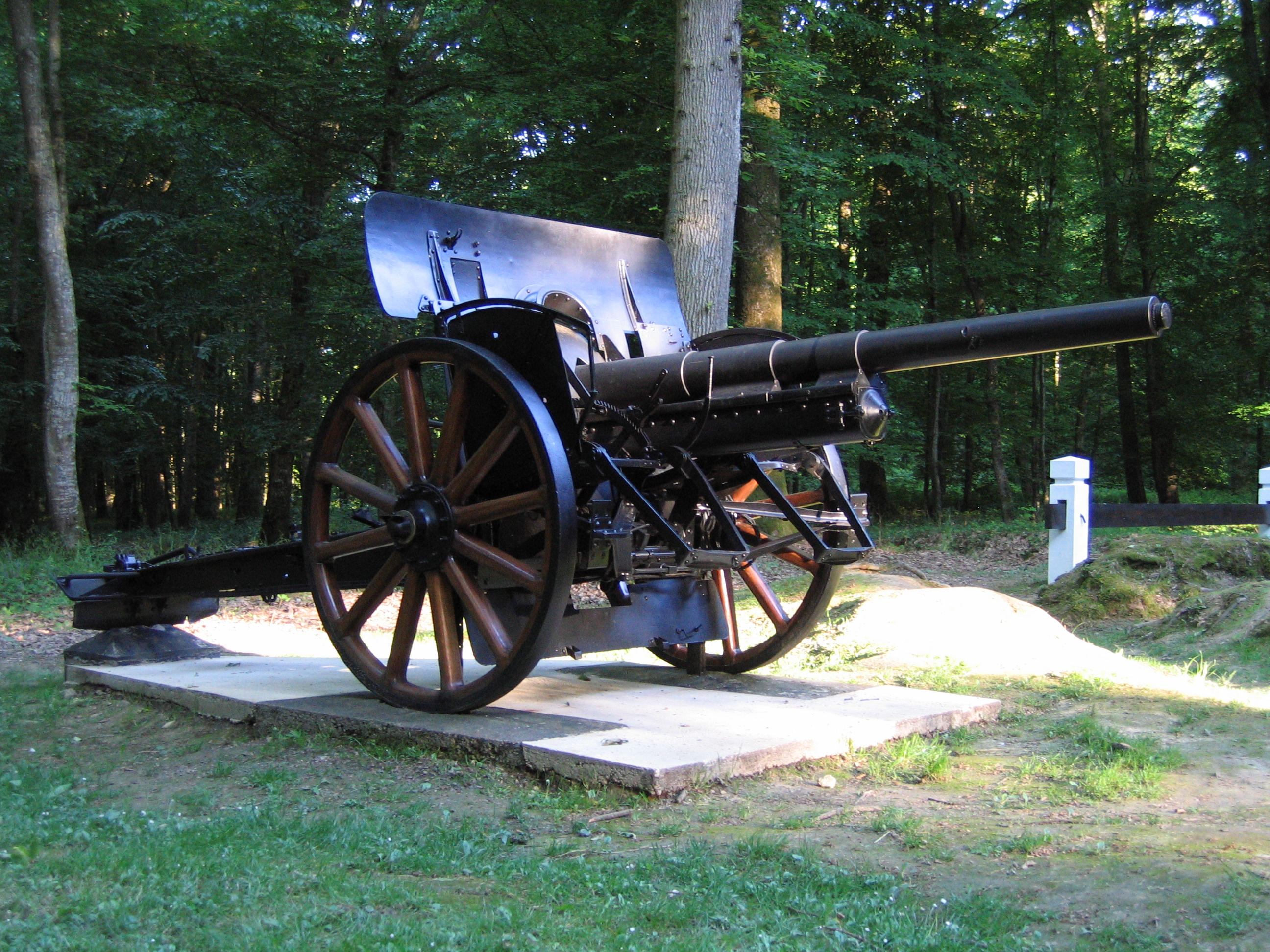
Amerikanische Kanone aus dem Ersten Weltkrieg